# Ruisseau Hemison
Le ruisseau Hemison coule dans les municipalités de Saint-Nazaire-de-Dorchester et Saint-Malachie, dans la municipalité régionale de comté (MRC) de Bellechasse,
dans la région administrative de Chaudière-Appalaches, au Québec, au Canada. 
Le ruisseau Hemison est un affluent de la rive est de la rivière Etchemin laquelle coule vers le nord pour se déverser sur la rive sud du fleuve Saint-Laurent, en face de la ville de Québec.

## Géographie
Les principaux bassins versants voisins du ruisseau Hemison sont :
- côté nord : ruisseau Tough, rivière des Abénaquis (rivière Etchemin), rivière aux Billots, rivière du Moulin (rivière aux Billots) ;
- côté est : ruisseau à l'Eau Chaude, rivière des Orignaux (rivière de la Fourche), rivière des Fleurs (rivière Etchemin), rivière à Bœuf, rivière Blanche (rivière Etchemin) ;
- côté sud : ruisseau à l'Eau Chaude, ruisseau Rover, rivière des Fleurs (rivière Etchemin), rivière Etchemin ;
- côté ouest : rivière Etchemin.

Le "ruisseau Hemison" tire sa source du lac Hemison (altitude : 409 m). Ce lac est situé à 0,8 km à l'ouest du centre du village de Saint-Nazaire-de-Dorchester, soit entre le chemin du 4e rang Nord et le chemin du 3e rang Sud. Ce lac est alimenté par le ruisseau Roy (venant du nord-est).
À partir de sa source, le "ruisseau Hemison" coule en zone forestière sur 6,4 km répartis selon les segments suivants :
- 0,5 km vers le sud-ouest dans Saint-Nazaire-de-Dorchester, jusqu'à la route du rang du Petit Buckland (soit le chemin du 3e rang Sud) ;
- 3,1 km vers le sud-ouest en longeant la route 216 et en recueillant les eaux de la décharge du lac Tanguay (venant du nord-est), jusqu'à la route du 10e rang ;
- 2,3 km vers le sud-ouest en coupant la route 216 et en recueillant les eaux du ruisseau Berczy (venant du Nord), jusqu'à l'avenue Principale de Saint-Malachie ;
- 0,5 km vers le sud-ouest, en passant sous le pont construit en 1946[1] de la route route 277 (soit la route Henderson), jusqu'à sa confluence.

Le ruisseau Hemison se jette sur la rive est de la rivière Etchemin. La confluence du ruisseau Hemison est située à 1,0 km en aval du pont Harper et 5,2 km en amont du pont du village de Saint-Malachie.

## Toponymie
Le toponyme "ruisseau Hemison" a été officialisé le 5 décembre 1968 à la Commission de toponymie du Québec.